# John Byron
John Byron (8. november 1723 – 10. april 1786) var en engelsk admiral.
John var en yngre søn af William Byron, 4. baron Byron. Han meldte sig ind i den britiske flåde som ung mand og var med til George Ansons verdensomsejling i 1740-41. Han led skibbrug på Patagoniens kyst og sin fortælling derom, The Narrative of the Honourable John Byron, er grundlaget til en af Patrick O'Brians romaner.
Han blev kaptajn i 1746.
I 1764-66 ledte han selv en verdensomsejling. Han annekterede Falklandsøerne og opdagede Tuamotuøerne, Tokelau og Gilbertøerne i Stillehavet.
I 1769-72 var han guvernør af Newfoundland. Han blev admiral i 1775 og under den amerikanske uafhængighedskrig ledte han flere søslag imod Frankrig, bl.a. Slaget ved Grenada. 

## Andet
- Han var farfar til den engelske digter, Lord Byron
- Kap Byron, det østligste punkt i Australien blev opkaldt efter ham af James Cook